# Biathlon-Juniorenweltmeisterschaften 2005
Die Biathlon-Juniorenweltmeisterschaften 2005 (offiziell: IBU Youth/Junior World Championships Biathlon 2005) fanden vom 13. bis 20. März 2005 im finnischen Kontiolahti statt.

## Medaillenspiegel
| Platz | Land        |   |   |   |    |
| ----- | ----------- | - | - | - | -- |
| 1     | Norwegen    | 5 | 2 | 4 | 11 |
| 2     | Russland    | 4 | 3 | 5 | 12 |
| 3     | Deutschland | 3 | 2 | – | 5  |
| 4     | Frankreich  | 2 | 3 | 1 | 6  |
| 5     | Belarus     | 2 | – | 1 | 3  |
| 6     | Ukraine     | – | 2 | 2 | 4  |
| 7     | Kanada      | – | 1 | 1 | 2  |
| 8     | Slowenien   | – | 1 | – | 1  |
| 8     | Österreich  | – | 1 | – | 1  |
| 8     | Tschechien  | – | 1 | – | 1  |
| 11    | Estland     | – | – | 1 | 1  |
| 11    | Finnland    | – | – | 1 | 1  |

## Ergebnisse

### Männliche Jugend
| Rang | Name                 |
| ---- | -------------------- |
| 1    | Wiktor Wassiljew     |
| 2    | Mario Drescher       |
| 3    | Anders Bratli        |
| 4    | Łukasz Szczurek      |
| 5    | Ilja Sagoruiko       |
| 6    | Oleksandr Kolos      |
| 7    | Dominik Landertinger |
| 8    | Dmitri Malyschko     |
| 9    | Arild Askestad       |
| 10   | Sebastian Wredenberg |

| Rang | Name             |
| ---- | ---------------- |
| 1    | Anders Bratli    |
| 2    | Klemen Bauer     |
| 3    | Oleksandr Kolos  |
| 4    | Jauhen Abramenka |
| 5    | Łukasz Szczurek  |
| 6    | Tomáš Kuřík      |
| 7    | Anton Schipulin  |
| 8    | Arild Askestad   |
| 9    | Mario Drescher   |
| 10   | Dmitri Malyschko |

| Rang | Name              |
| ---- | ----------------- |
| 1    | Anders Bratli     |
| 2    | Martin Eng        |
| 3    | Arild Askestad    |
| 4    | Oleksandr Kolos   |
| 5    | Mario Drescher    |
| 6    | Klemen Bauer      |
| 7    | Anton Schipulin   |
| 8    | Ilja Sagoruiko    |
| 9    | Marko Nieminen    |
| 10   | Marc-André Bédard |

| Rang | Name                                                            |
| ---- | --------------------------------------------------------------- |
| 1    | NorwegenArild Askestad Martin Eng Anders Bratli                 |
| 2    | KanadaMarc-André Bédard Maxime Leboeuf Brendan Green            |
| 3    | UkraineWitalij Koschuschko Witalij Kiltschyzkyj Oleksandr Kolos |
| 4    | ÖsterreichMario Drescher Julian Eberhard Dominik Landertinger   |
| 5    | RusslandAnton Schipulin Dmitri Panow Ilja Sagoruiko             |
| 6    | SlowenienAnže Gregorič Klemen Bauer Matej Brvar                 |
| 7    | FinnlandHeikki Karvonen Ville Simola Marko Nieminen             |
| 8    | BelarusAljaksandr Mentschenja Ihar Tabola Jauhen Abramenka      |
| 9    | LettlandIngus Balodis Dāvis Putnis Atis Putnis                  |
| 10   | BulgarienMartin Bogdanow Krassimir Anew Wladimir Iliew          |

### Weibliche Jugend
| Rang | Name              |
| ---- | ----------------- |
| 1    | Swetlana Slepzowa |
| 2    | Wita Semerenko    |
| 3    | Marie Dorin       |
| 4    | Anne Mørkve       |
| 5    | Eliška Švikruhová |
| 6    | Anaïs Bescond     |
| 7    | Ljudmila Schyber  |
| 8    | Viktoria Gröneová |
| 9    | Pauline Macabies  |
| 10   | Wolha Alifirawez  |

| Rang | Name                    |
| ---- | ----------------------- |
| 1    | Darja Domratschawa      |
| 2    | Marion Blondeau         |
| 3    | Anastassija Kusnezowa   |
| 4    | Wolha Alifirawez        |
| 5    | Ljudmila Schyber        |
| 6    | Tereza Hlavsová         |
| 7    | Swetlana Slepzowa       |
| 8    | Anaïs Bescond           |
| 9    | Veronika Vítková        |
| 10   | Julie Bonnevie-Svendsen |

| Rang | Name                    |
| ---- | ----------------------- |
| 1    | Darja Domratschawa      |
| 2    | Swetlana Slepzowa       |
| 3    | Wolha Alifirawez        |
| 4    | Anastassija Kusnezowa   |
| 5    | Marion Blondeau         |
| 6    | Olga Dudtschenko        |
| 7    | Julie Bonnevie-Svendsen |
| 8    | Ljudmila Schyber        |
| 9    | Annu Humalajoki         |
| 10   | Eliška Švikruhová       |

| Rang | Name                                                           |
| ---- | -------------------------------------------------------------- |
| 1    | FrankreichAnaïs Bescond Marie Dorin Marion Blondeau            |
| 2    | UkraineWita Semerenko Ljudmila Schyber Walentyna Semerenko     |
| 3    | RusslandSwetlana Slepzowa Irina Maximowa Anastassija Kusnezowa |
| 4    | FinnlandMari Laukkanen Hanna-Reeta Rahko Annu Humalajoki       |
| 5    | SchwedenJenny Jonsson Elisabeth Högberg Emelie Larsson         |
| 6    | BelarusWolha Alifirawez Lilja Beljakawa Darja Domratschawa     |
| 7    | KroatienAnamarija Brajdić Krunoslava Kauzlarić Petra Starčević |
| 8    | KanadaMegan Imrie Audrey Attali Cynthia Clark                  |
| 9    | PolenWeronika Nowakowska Iga Kaczmarczyk Joanna Grzeszczak     |
| 10   | Vereinigte StaatenBrit Salmela Brynden Manbeck Laura Spector   |

### Junioren
| Rang | Name                    |
| ---- | ----------------------- |
| 1    | Emil Hegle Svendsen     |
| 2    | Ondřej Moravec          |
| 3    | Igor Mintschenkow       |
| 4    | Sergei Danilenko        |
| 5    | Claudio Böckli          |
| 6    | Jean-Philippe Leguellec |
| 7    | Vincent Porret          |
| 8    | Andraž Šemrov           |
| 9    | Peter Dokl              |
| 10   | Norbert Schiller        |

| Rang | Name                |
| ---- | ------------------- |
| 1    | Emil Hegle Svendsen |
| 2    | Simon Fourcade      |
| 3    | Stian Nåvik         |
| 4    | Christoph Knie      |
| 5    | Sergei Danilenko    |
| 6    | Rune Brattsveen     |
| 7    | Norbert Schiller    |
| 8    | Ronny Hafsås        |
| 9    | Pawel Borissow      |
| 10   | Kaspars Dumbris     |

| Rang | Name                |
| ---- | ------------------- |
| 1    | Simon Fourcade      |
| 2    | Emil Hegle Svendsen |
| 3    | Stian Nåvik         |
| 4    | Bernhard Eder       |
| 5    | Jens Zimmer         |
| 6    | Norbert Schiller    |
| 7    | Christoph Knie      |
| 8    | Igor Mintschenkow   |
| 9    | Jaime Robb          |
| 10   | Pawel Borissow      |

| Rang | Name                                                                              |
| ---- | --------------------------------------------------------------------------------- |
| 1    | DeutschlandNorbert Schiller Jens Zimmer Steve Renner Christoph Knie               |
| 2    | FrankreichTanguy Roche Vincent Porret Vincent Jay Simon Fourcade                  |
| 3    | KanadaJaime Robb Patrick Côté Nathan Smith Jean-Philippe Leguellec                |
| 4    | RusslandIgor Mintschenkow Pawel Borissow Konstantin Tischkow Sergei Danilenkog    |
| 5    | TschechienPetr Hradecký Miroslav Tomeš Pavel Suchánek Ondřej Moravec              |
| 6    | SlowenienAndraž Šemrov Klemen Bauer Peter Dokl Anže Gregorič                      |
| 7    | UkraineWiktor Tschenzow Oleh Bereschnyj Oleksandr Kolos Ihor Jaschtschenko        |
| 8    | FinnlandMatti Hakala Marko Nieminen Heikki Räisänen Lasse Tanskanen               |
| 9    | BelarusDsmitryj Safranau Jauheni Schuleu Dsmitryj Jakulewitsch Juri Scholkawitsch |
| 10   | NorwegenRonny Hafsås Rune Brattsveen Stian Nåvik Emil Hegle Svendsen              |

### Juniorinnen
| Rang | Name                   |
| ---- | ---------------------- |
| 1    | Anne Preußler          |
| 2    | Marija Kossinowa       |
| 3    | Mervi Markkanen        |
| 4    | Magdalena Neuner       |
| 5    | Anastassija Schipulina |
| 6    | Diana Rasimovičiūtė    |
| 7    | Anna Bulygina          |
| 8    | Eveli Saue             |
| 9    | Irina Moschewitina     |
| 10   | Helena Ekholm          |

| Rang | Name                   |
| ---- | ---------------------- |
| 1    | Magdalena Neuner       |
| 2    | Anna Bulygina          |
| 3    | Anastassija Schipulina |
| 4    | Marija Kossinowa       |
| 5    | Diana Rasimovičiūtė    |
| 6    | Susann König           |
| 7    | Ljubow Petrowa         |
| 8    | Eveli Saue             |
| 9    | Helena Ekholm          |
| 10   | Irina Moschewitina     |

| Rang | Name                   |
| ---- | ---------------------- |
| 1    | Anna Bulygina          |
| 2    | Magdalena Neuner       |
| 3    | Marija Kossinowa       |
| 4    | Anastassija Schipulina |
| 5    | Susann König           |
| 6    | Diana Rasimovičiūtė    |
| 7    | Kathrin Hitzer         |
| 8    | Irina Moschewitina     |
| 9    | Ljubow Petrowa         |
| 10   | Helena Ekholm          |

| Rang | Name                                                            |
| ---- | --------------------------------------------------------------- |
| 1    | RusslandMarija Kossinowa Anastassija Schipulina Anna Bulygina   |
| 2    | DeutschlandKathrin Hitzer Magdalena Neuner Anne Preußler        |
| 3    | EstlandTagne Tähe Eveli Saue Sirli Hanni                        |
| 4    | BelarusSwjatlana Komandantawa Alena Schyn Darja Domratschawa    |
| 5    | SchwedenHelena Ekholm Johanna Holma Elin Mattsson               |
| 6    | NorwegenJulie Bonnevie-Svendsen Stine Øvreberg Birgitte Røksund |
| 7    | UkraineNina Karassewytsch Olena Pidhruschna Olena Demydenko     |
| 8    | PolenPaulina Bobak Angelika Szrubianiec Agnieszka Grzybek       |
| 9    | FrankreichPauline Macabies Anaïs Bescond Marion Blondeau        |
| 10   | FinnlandLaura Pokela Annu Humalajoki Mervi Markkanen            |